# Russkaja Prawda

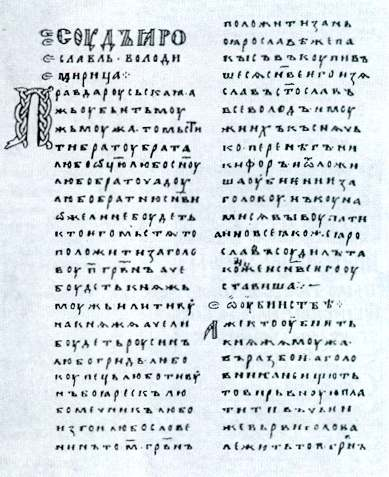

Die Russkaja Prawda (Altostslawisch: правда роусьскаꙗ pravda rousǐskaja, Ukrainisch: руська правда rus'ka pravda, Russisch: русская правда russkaja pravda, Belarussisch: руская праўда ruskaja praŭda, „Wahrheit [im Sinne von Recht] der Rus“) war ein unter Jaroslaw dem Weisen erstellter Gesetzeskodex der Kiewer Rus, mit Regelungen zum Eigentumsrecht, Schuldverhältnissen, Handel, Erbschaftsrecht, Mord und Körperverletzung, gerichtlichen Vorgehen bei Straftatermittlungen. Grundlage war das mündliche Recht der Ostslawen im 10. und 11. Jahrhundert.
Die Russkaja Prawda existiert in mindestens drei Editionen, von denen einige unter Jaroslaws Nachfolgern ergänzt wurden. Die Originalversion galt lange als verschollen. Erst im 18. Jahrhundert wurde sie vom russischen Historiker Wassili Tatischtschew in einem Kloster entdeckt. Die Russkaja Prawda hatte Einfluss auf die Gesetzgebung des späteren Großfürstentums Moskau und des Großfürstentums Litauen.